# Іван Банґеєв
Іван Банґеєв (болг. Иван Бангеев; нар. 30 червня 1876, Карлово — ?) — болгарський офіцер, генерал-лейтенант, учасник Балканської (1912—1913) і Другої Балканської війни (1913).

## Біографія
Народився 30 червня 1876 в Карлово. У 1899 закінчив Військову школу Його Княжої Високості і отримав звання лейтенанта. Брав участь у Балканській війні (1912—1913) і Другій Балканській війни (1913).
Під час Першої світової війни (1915–1918) майор Банґеєв командував спочатку батальйоном 32-го піхотного полку, 16 березня 1917 отримав звання підполковника, і далі вже сам командував 32-м піхотним полком. Під час війни, відповідно до наказу № 679 від 1917 був нагороджений медаллю «За хоробрість» IV ступеня 1 класу. 1921, відповідно до наказу № 355 військового відомства, нагороджений військовою медаллю «За хоробрість» III ступеня 2 класу.
5 квітня 1920 отримав звання полковника. 15 листопада 1932 — генерал-лейтенанта і звільнений від служби.

## Військові звання
- Лейтенант (1 січня 1899)
- Капітан (31 грудня 1906)
- Майор (14 липня 1913)
- Полковник (16 березня 1917)
- Генерал-майор (3 вересня 1928)
- Генерал-лейтенант (15 листопада 1932)

## Освіта
- Військова школа Його Княжої Високості (до 1899)

## Нагороди
- Військовий орден «За хоробрість» IV ступеня 1 клас (1917)
- Військовий орден «За хоробрість» III ступеня 2 класу (1921)